# Marius Sivertsen
Marius Kristian Peter Sivertsen (* 23. Juli 1906 in Ilulissat; † 1987) war ein grönländischer Fischer und Landesrat.

## Leben
Marius Sivertsen war der Sohn des Fischers Karl Frederik Johannes Sivertsen und seiner Frau Ellen Stine Johanne Augustine Gundel. Sein Neffe war der Politiker Holger Sivertsen (1937–2011).
Er wurde von seinem Vater zum Fischer erzogen. Im Alter von nur 18 Jahren erfand er 1924 den Glider („Gleiter“). Bis dahin hatte man mit Langleinen gefischt, an denen sich jedoch nur ein Angelhaken befand, da die Leinen sich unter dem Eis nicht ausbreiten ließen. Der Glider ist eine Metallplatte, die unter dem Eis durchs Wasser treibt und es somit ermöglicht rund 150 oder bis zu 200 Angelhaken an der Leine zu befestigen. Die Technik setzte sich rasch in Grönland durch. Später arbeitete er in Diensten von Den Kongelige Grønlandske Handel als Lokalchef.
1945 wurde er in den nordgrönländischen Landesrat gewählt. 1951 wurde er in den ersten gesamtgrönländischen Landesrat gewählt. Von 1955 bis 1959 war er kein Mitglied, dann aber wieder von 1959 bis 1963, sowie als Vertretung für Ricard Petersen bei der ersten Sitzung 1965.
Er war Ehrenbürger von Ilulissat und Träger der König-Christians-X.-und-Königin-Alexandrines-Medaille, die ihm 1931 von Jens Daugaard-Jensen überreicht wurde.